# Эндоканнабиноидная система
Эндоканнабиноидная система (ЭКС) — биологическая система, состоящая из эндоканнабиноидов (которые являются нейромедиаторами, связывающимися с каннабиноидными рецепторами) и белков каннабиноидных рецепторов (которые экспрессируются во всей центральной нервной системе, включая головной мозг, и периферической нервной системе). ЭКС до сих пор до конца не изучена, но может быть вовлечена в регуляцию физиологических и когнитивных процессов, включая фертильность, беременность, пренатальное и послеродовое развитие, различную активность иммунной системы, аппетит, болевые ощущения, настроение и память, а также фармакологические эффекты каннабиса. ЭКС играет важную роль во многих аспектах нейронных функций, включая контроль движений и моторную координацию, обучение и память, эмоции и мотивацию, аддиктивное поведение и модуляцию боли.
Были идентифицированы два основных каннабиноидных рецептора: CB1, впервые клонированный (или выделенный) в 1990 году; и CB2, клонированный в 1993 году. Рецепторы CB1 находятся преимущественно в головном мозге и нервной системе, а также в периферических органах и тканях. Являются основной молекулярной мишенью нейромедиатора жирных кислот анандамида, а также наиболее известного активного компонента каннабиса — тетрагидроканнабинола (ТГК). Другой эндоканнабиноид, 2-арахидоноилглицерин (2-AG), также взаимодействует с обоими CB-рецепторами. Его значительно больше в мозге млекопитающих, чем анандамида, и он превосходит его на два-три порядка.
ЭКС иногда носит название «эндоканнабиноидом» или «расширенная эндоканнабиноидная система», поскольку она включает в себя более широкий спектр липидных медиаторов, рецепторов и ферментов, помимо CB1 и CB2.